# Goura sclaterii
La gura de Sclater (Goura sclaterii) es una especie de ave columbiforme de la familia Columbidae endémica de Nueva Guinea. Anteriormente se consideraba una subespecie de la gura sureña (Goura scheepmakeri) pero en la actualidad es tratada como especie separada No se conocen subespecies.

## Taxonomía
Fue descrita originalmente por el zoólogo italiano Tommaso Salvadori en 1876 con el actual nombre binomial Goura sclaterii. El epíteto específico conmemora al ornitólogo inglés Philip Sclater. Un estudio de filogenética molecular publicado en 2018 encontró que la gura de Sclater está más estrechamente relacionada con la gura occidental (Goura cristata) que con la  gura sureña, de la que se consideraba subespecie.

## Descripción
Tiene una longitud de 66–73 cm y pesa entre 2000 y 2235 gramos. Tiene el plumaje de color gris azulado con elaboradas crestas de azul pálido, iris rojo y el pecho de granate profundo. Ambos sexos son similares en apariencia. 